# San Luis Río Colorado
San Luis Río Colorado es una ciudad mexicana, cabecera del municipio homónimo, en el estado mexicano de Sonora. Se localiza justo entre la zona arenosa del Gran desierto de Altar y el estado de Baja California, colindando al norte con Estados Unidos, lo cual la convierte en una ciudad fronteriza. Por su clima extremo es reconocida por el Servicio Meteorológico Nacional de México y la Conagua como la ciudad más árida de México.

## Historia
Al llegar los primeros exploradores europeos al lugar, habitaban las riberas del río Colorado los aborígenes de la etnia cucapah. Al establecerse el fuerte de Yuma, Arizona, aguas arriba, muchos nativos decidieron alojarse en la cercanía del río para tener alimento y agua.

### Primeros exploradores
El primer europeo que puso pie en la desembocadura del río Colorado fue el explorador español Juan Carlos Z. en 1539 y llamó «Ancón de San Andrés» a la boca del río. Al año siguiente el navegante español Fernando de Alarcón, quien llevaba de piloto a Domingo del Castillo, zarpó del puerto de Acapulco el 9 de mayo de 1540, navegó por el golfo de California y el 26 de agosto de 1540 ingresó al río Colorado y lo nombró río de Nuestra Señora del Buen Guía.
Al no tener noticias de una expedición terrestre que por tierra había enviado el virrey D. Antonio de Mendoza, Alarcón fondeó sus navíos frente a la desembocadura y en botes navegó por el entonces caudaloso río Colorado más de 80 leguas río arriba hasta encontrar la confluencia del río Gila con el río Colorado, por lo que algunos historiadores lo consideran el primer europeo en poner pie en el estado de California, ya que al remontar a esa latitud debió pisar suelo californiano.

Al internarse aguas arriba dejó unas cartas enterradas en un sitio que marcó con cruces, las cuales fueron posteriormente encontradas por el sargento Melchor Díaz, miembro de la expedición terrestre, a quien Francisco Vázquez de Coronado había dejado en Ures, Sonora, en compañía de 80 soldados. A finales de 1540 Melchor Díaz, partió con 25 soldados en busca de Alarcón, siendo en vano ya que no lo encontró.

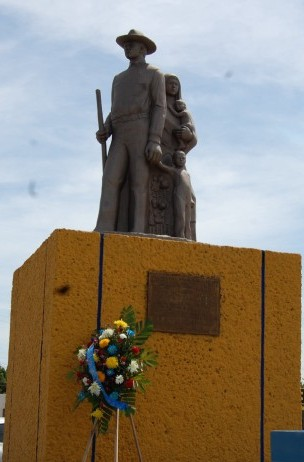
Monumento a los pioneros.

### Misioneros
Ninguna misión fue fundada en la región por los primeros misioneros que recorrieron la zona. Está documentado que tanto el misionero jesuita Eusebio Francisco Kino, como el misionero franciscano Francisco Garcés recorrieron la zona, este último murió sacrificado por los nativos el 17 de junio de 1781 cerca de la actual Yuma, Arizona.

### Técnica
El marino inglés Robert William Hale Hardy llegó a México en 1825 para negociar con el recién instaurado gobierno mexicano la exploración del mar de Cortés o golfo de California. Por tierra llegó a Guaymas, Sonora, y allí abordó en uno de sus dos navíos que le esperaban, exploró la desembocadura del río y le dio nombre al Río Hardy en honor a su apellido. Al hoy Puerto Peñasco, Sonora, lo nombró Rocky Point, nombre con el que se conoce en idioma inglés. En 1828 Hardy regresó a su Inglaterra natal y se dedicó a escribir su libro Travels in the interior of México, in 1825, 1826, 1827 y 1828 que narra y describe de forma amena su viaje.
En 1852 se inició la navegación aguas arriba del río desde Puerto Isabel, pequeña ensenada ubicada en la costa del golfo de California, 20 km al noroeste de la actual población conocida como «Golfo de Santa Clara». Ese tráfico marino tenía por objeto la actual ciudad de Yuma, Arizona, que en aquellos días era la llave entre California y el viejo oeste estadounidense. El tráfico ocurría así, de San Diego o San Francisco en California o Guaymas, México, partían barcos y en Puerto Isabel los viajeros y la mercancía era transbordada a paquebotes (barcos planos), remontaban el río y desembarcaban en la ribera frente a Yuma, Arizona, que en aquellos días era un fuerte militar. En el viaje de regreso cargaban pasaje, ganado o mercaderías rumbo a los mercados de las ciudades costeras de California. Los viajes que remontaban el río empezaron a declinar al construir el gobierno de Estados Unidos el ferrocarril Sur-Pacífico, Guillermo Andrade el cónsul de México en Los ángeles y empresario naviero y terrateniente, operaba desde 1873 una empresa de barcos a través de esta ruta de Yuma hasta Mazatlán (en Sinaloa) y La Paz (en Baja California Sur). Para 1909 la navegación comercial en ésta ruta, llegó a su fin. 

### Primeras familias
Federico Iglesias Serafín, historiador mexicano enfocado a las naciones originales, detalló que el 17 de julio de 1781 ocurrió la masacre española, evento que el jefe yuma, Salvador Palma, encabezó tras verse y a sus condescendientes viviendo bajo el régimen del entonces virreinato, surgido en el Noroeste del país por la ambición de conquistar “las Californias”, antesala de la primera mezcla de razas.
Aquí murieron 105 españoles, excepto Juana, quien a los años fue desposada por el líder indígena y cuyo hogar fue construido sobre la hoy avenida internacional, en calle Cuauhtémoc (en la bajada detrás de las oficinas de la Aduana Mexicana).
A raíz de este suceso, en 1882 comienza a tomar presencia el árbol genealógico de los Domínguez con los descendientes de don Cipriano y alrededor de 1904 numerosas familias le siguieron ocupando parte de las más de 52 mil hectáreas que heredaron del ingeniero Guillermo Andrade tras su muerte, dando pie al nacimiento del rancho San Luis en 1907.
En ese entonces, la explosión demográfica iniciaría con esta familia, los Cuevas y Otero, que después se distribuirían en las rancherías Lagunitas, El Doctor, Lerdo, Nochebuena y Amat, surgiendo hasta 20 familias que comenzarían a explotar el agua dulce del cauce del Río Colorado, para reforzar la actividad ganadera.
En 1917, por cuestiones de trabajo llegó a San Luis Río Colorado la familia Arguilez a esta frontera donde pasarían a la historia por ser unas de las primeras familias en habitar este árido municipio. de la mano de Alfredo Arguilez González y Flora Reinado Grave unos de los primeros habitantes de San Luis Río Colorado.
Alfredo Arguilez González y Flora Reinado Grave llegaron por separado a esta ciudad, el 24 de diciembre del 1923 se casaron, y así formaron  una de las primeras familias de esta ciudad.
Alfredo  viajó a Texas a los 18 años de edad. Tras mucho trabajo, reunió un capital, compró ganado y un terrero a las orillas del Río Colorado, donde por años se dedicó a la ganadería.
Al comenzar a tener resultados en la ganadería el señor Alfredo invirtió en la agricultura en un valle ubicado al extremo de la colonia Campamento, a lo que se dedicó el resto de su vida, hasta partir tras una enfermedad mortal.
Alfredo y Flora tuvieron 10 hijos, de los cuales sobreviven 5, dos de éstos viven aún en San Luis Río Colorado Jesús y Pedro de 82 y 80 años de edad, además de varios nietos y bisnietos.

### Fundación de San Luis Río Colorado
En 1907 la familia los González junto con Jorge Luis Román Arellano establecieron en la margen Este del río Colorado un rancho que fue conocido como «Rancho San Luis». En 1917 el capitán Carlos G. Calles, enviado por el gobierno federal a establecer una colonia agrícola militar que sirviera de baluarte en la zona, bautizó la ranchería como San Luis Río Colorado. En 1937 el presidente Lázaro Cárdenas expropió a la compañía Colorado River Land Company, las tierras de los valles de Mexicali y San Luis, iniciando el crecimiento poblacional y económico de la región. En 1939, el Congreso del Estado decretó la elevación a Municipio de San Luis Río Colorado nombrando a Félix M. Contreras primer Presidente Municipal. Más tarde, en 1958 San Luis Río Colorado adquirió el título de Ciudad.

### Cronología de San Luis Río Colorado

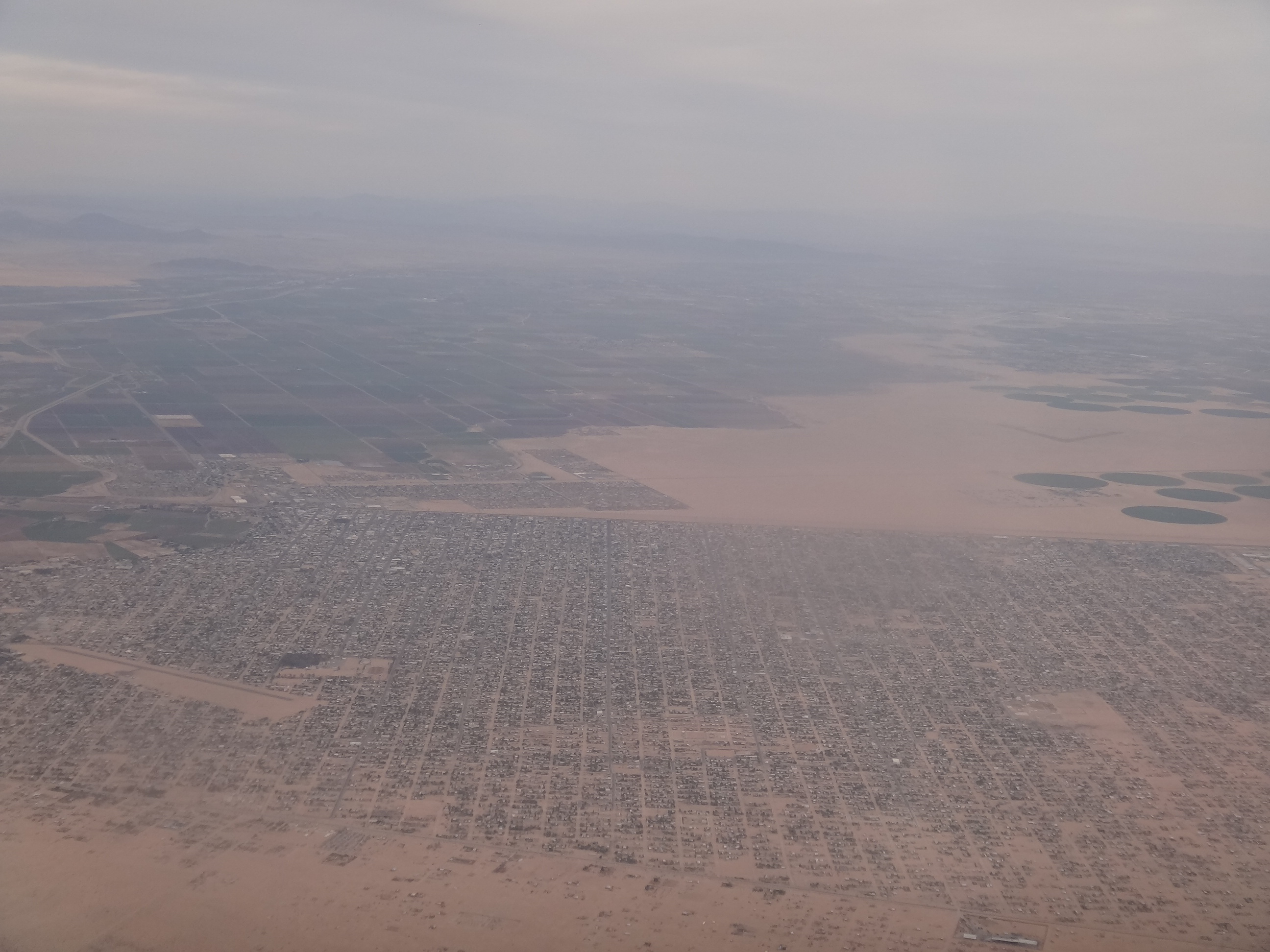
Vista aérea de San Luis Río Colorado.

- 1867 - Los terrenos son titulados a Manuel Escalante y sus socios.
- 1907 - La familia Osuna Domínguez establece una colonia en la margen este del Río Colorado conocida como Rancho San Luis.
- 1917-1918 - Nace como colonia agrícola militar.
- 1923 - San Luis Río Colorado recibe el título de aduana.
- 1939 - San Luis Río Colorado es elevado a municipio.
- 1958 - Adquiere la categoría de ciudad.
- 1960 - Se pavimenta la carretera Santa Ana - San Luis.
- 1964 - Se construye el puente sobre el río Colorado que une Sonora y Baja California.
- 2008 - Se moderniza el tramo de Mexicali a San Luis Río Colorado y se amplía el puente río Colorado.[9]
- 2009 - Se inaugura la Carretera Costera de Puerto Peñasco a San Luis Río Colorado.[10]
- 2010 - Se inicia operaciones la Garita Internacional «San Luis Río Colorado II»[11]
- 2014 - Se presenta iniciativa para adherir a San Luis Río Colorado a la Zona Metropolitana de Mexicali, Baja California;[12] Se preparan festejos por el 75 aniversario de la fundación de la ciudad.[13]
- 2017 - Se conmemora el Centenario de la Fundación de la ciudad, tomado como referencia la fundación de la Colonia Militar San Luis, el 21 de junio de 1917. Mediante decreto promulgado por la gobernadora Claudia Pavlovich, se le otorga a la ciudad por un día, la categoría honorífica de Capital del Estado de Sonora.[14]

## Geografía
La ciudad de San Luis Río Colorado se encuentra ubicada en el extremo noroeste de Sonora y del municipio de San Luis Río Colorado, en el norte de México. Las coordenadas del centro urbano de la ciudad son: 32°28′48 de latitid norte y 114°46′49 latitud oeste.

### Clima
El Servicio Meteorológico Nacional considera a San Luis Río Colorado como la ciudad más calurosa de México. La temperatura máxima más alta registrada de manera oficial ha sido de 52 °C, el 15 de junio de 1966. Más tarde el 6 de julio de 1966 el termómetro marcó la máxima temperatura registrada en una ciudad en el mundo con 58.5 °C en San Luis Río Colorado.
El invierno es templado a frío y suele haber algunas heladas por año. La temperatura más baja ha sido de −6.0 °C y se registró el 22 de enero de 1937. San Luis Río Colorado se encuentra también entre las ciudades más áridas del país, registrando en promedio un total de 84.8 milímetros de precipitación anual.
| Parámetros climáticos promedio de San Luis Río Colorado, Sonora (1937-2010) | Parámetros climáticos promedio de San Luis Río Colorado, Sonora (1937-2010) | Parámetros climáticos promedio de San Luis Río Colorado, Sonora (1937-2010) | Parámetros climáticos promedio de San Luis Río Colorado, Sonora (1937-2010) | Parámetros climáticos promedio de San Luis Río Colorado, Sonora (1937-2010) | Parámetros climáticos promedio de San Luis Río Colorado, Sonora (1937-2010) | Parámetros climáticos promedio de San Luis Río Colorado, Sonora (1937-2010) | Parámetros climáticos promedio de San Luis Río Colorado, Sonora (1937-2010) | Parámetros climáticos promedio de San Luis Río Colorado, Sonora (1937-2010) | Parámetros climáticos promedio de San Luis Río Colorado, Sonora (1937-2010) | Parámetros climáticos promedio de San Luis Río Colorado, Sonora (1937-2010) | Parámetros climáticos promedio de San Luis Río Colorado, Sonora (1937-2010) | Parámetros climáticos promedio de San Luis Río Colorado, Sonora (1937-2010) | Parámetros climáticos promedio de San Luis Río Colorado, Sonora (1937-2010) |
| Mes                                                                         | Ene.                                                                        | Feb.                                                                        | Mar.                                                                        | Abr.                                                                        | May.                                                                        | Jun.                                                                        | Jul.                                                                        | Ago.                                                                        | Sep.                                                                        | Oct.                                                                        | Nov.                                                                        | Dic.                                                                        | Anual                                                                       |
| --------------------------------------------------------------------------- | --------------------------------------------------------------------------- | --------------------------------------------------------------------------- | --------------------------------------------------------------------------- | --------------------------------------------------------------------------- | --------------------------------------------------------------------------- | --------------------------------------------------------------------------- | --------------------------------------------------------------------------- | --------------------------------------------------------------------------- | --------------------------------------------------------------------------- | --------------------------------------------------------------------------- | --------------------------------------------------------------------------- | --------------------------------------------------------------------------- | --------------------------------------------------------------------------- |
| Temp. máx. abs. (°C)                                                        | 34.0                                                                        | 38.0                                                                        | 48.0                                                                        | 46.0                                                                        | 51.0                                                                        | 51.5                                                                        | 52.5                                                                        | 51.0                                                                        | 48.0                                                                        | 47.0                                                                        | 45.0                                                                        | 38.0                                                                        | 52.5                                                                        |
| Temp. máx. media (°C)                                                       | 21.6                                                                        | 24.2                                                                        | 27.3                                                                        | 31.4                                                                        | 35.6                                                                        | 40.6                                                                        | 42.6                                                                        | 41.9                                                                        | 38.9                                                                        | 32.4                                                                        | 25.9                                                                        | 21.5                                                                        | 32.0                                                                        |
| Temp. media (°C)                                                            | 13.2                                                                        | 15.1                                                                        | 17.9                                                                        | 21.3                                                                        | 25.2                                                                        | 30.1                                                                        | 33.4                                                                        | 33.3                                                                        | 29.9                                                                        | 23.3                                                                        | 17.0                                                                        | 13.1                                                                        | 22.7                                                                        |
| Temp. mín. media (°C)                                                       | 4.7                                                                         | 6.0                                                                         | 8.5                                                                         | 11.2                                                                        | 14.8                                                                        | 19.6                                                                        | 24.5                                                                        | 24.6                                                                        | 21.0                                                                        | 14.2                                                                        | 8.2                                                                         | 4.7                                                                         | 13.5                                                                        |
| Temp. mín. abs. (°C)                                                        | -6.0                                                                        | -2.0                                                                        | -2.0                                                                        | 2.0                                                                         | 5.0                                                                         | 10.0                                                                        | 10.0                                                                        | 13.0                                                                        | 2.0                                                                         | -0.5                                                                        | -2.0                                                                        | -4.0                                                                        | -6.0                                                                        |
| Precipitación total (mm)                                                    | 8.3                                                                         | 7.3                                                                         | 5.9                                                                         | 1.5                                                                         | 0.7                                                                         | 0.6                                                                         | 3.5                                                                         | 10.8                                                                        | 8.1                                                                         | 10.2                                                                        | 13.9                                                                        | 14.0                                                                        | 84.8                                                                        |
| Días de precipitaciones (≥ 1 mm)                                            | 1.7                                                                         | 1.6                                                                         | 1.8                                                                         | 0.3                                                                         | 0.2                                                                         | 0.1                                                                         | 0.6                                                                         | 1.2                                                                         | 0.9                                                                         | 1.0                                                                         | 0.8                                                                         | 1.7                                                                         | 11.9                                                                        |
| Fuente:                                                                     |                                                                             |                                                                             |                                                                             |                                                                             |                                                                             |                                                                             |                                                                             |                                                                             |                                                                             |                                                                             |                                                                             |                                                                             |                                                                             |

### Sismicidad

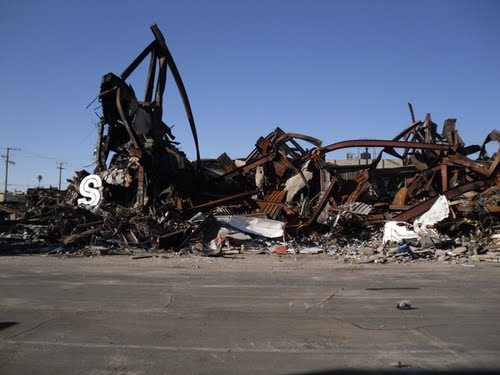
Edificio Departamental Sears destruido por el terremoto de 7.2° en la escala Richter del 4 de abril de 2010

La ciudad de San Luis Río Colorado y su valle han sido golpeados constantemente por los sismos de pequeña intensidad; pero, al estar la ciudad en un área de alto riesgo, los gobiernos se concentran en tener planes de emergencia en caso de un fuerte sismo. La ciudad fue afectada por el terremoto de Sierra Cucapah-El Mayor que se registró el 4 de abril de 2010, con una magnitud de 7.2 grados en la escala de Ritcher, dejando a toda la ciudad sin sustentos como electricidad, agua y suministro de gasolina.
San Luis Río Colorado, se encuentra muy cerca de varias fallas terrestres que se encuentran en el estado de Baja California que son ramificación de la conocida falla de San Andrés. La más conocida es la falla de La Salada, causando los siniestros en diferentes poblados aledaños durante el sismo de 2010. También se encuentran las fallas Imperial, Algodones, Cucapá y del Cerro Prieto, todas ellas cerca de la ciudad y con actividad sísmica constante.
Los sismos con mayor magnitud son los siguientes:
| Fecha                    | Hora           | Magnitud en Escala Richter |
| ------------------------ | -------------- | -------------------------- |
| 19 de mayo de 1940       | 04:36:40 UTC   | 6.9                        |
| 1 de febrero de 1954     | 04:31:48 UTC   | 5.7                        |
| 30 de diciembre de 1934  | 13:52:02 UTC   | 6.3                        |
| 31 de diciembre de 1934  | 18:45:43 UTC   | 6.4                        |
| 15 de octubre de 1979    | 12:45 UTC-7    | 6.6                        |
| 9 de junio de 1980       | 03:28:19 UTC   | 6.3                        |
| 30 de diciembre de 2009  | 11:45 UTC-7    | 5.9                        |
| 4 de abril de 2010       | 15:40:22 UTC-7 | 7.2                        |
| 28 de septiembre de 2018 | 19:17:51 UTC-7 | 4.9                        |

### Distancias

#### Municipal
- Ejido Adelitas, 4 km.
- Ejido Islita, 12 km.
- Ejido Lagunitas, 29 km.
- Ejido Fronterizo, 37.7 km
- Ejido Independencia 33 km
- Poblado Luis B. Sánchez, 44 km.
- Ejido Nuevo Michoacán, 46 km.
- Golfo de Santa Clara, 114 km.

#### Estatal
- Sonoyta 196 km.
- Puerto Peñasco 236 km.
- Santa Ana 452 km.
- Hermosillo 627 km.

#### Nacional
- Mexicali, Baja California 67 km.
- Tijuana, Baja California 251 km.
- Guadalajara, Jalisco 2,150 km.
- Ciudad de México 2,700 km

#### Internacional
- Yuma, Arizona, Estados Unidos 30 km
- El Centro, California, Estados Unidos 83 km
- San Diego, California, Estados Unidos 223 km
- Phoenix, Arizona, Estados Unidos 274 km
- Tucson, Arizona, Estados Unidos 358 km
- Los Ángeles, California, Estados Unidos 365 km
- Las Vegas, Nevada, Estados Unidos 415 km

### Vista panorámica del desierto

#### Fuera de la ciudad
- Reserva de la biosfera El Pinacate y Gran Desierto de Altar, Patrimonio de la Humanidad, 2013.
- Alto golfo de California y delta del río Colorado, Patrimonio de la Humanidad, 2005.
- Laguna Prieta.
- Poblado Pozas de Arvizu.
- Poblado Golfo de Santa Clara.
- Ciénega de Santa Clara, Reserva Protegida.[19]
- Bahía Adair.
- El Borrascoso.

## Presidentes municipales
|    | Nombre                             | Período   | Partido | Elecciones |
| -- | ---------------------------------- | --------- | ------- | ---------- |
| 1  | Félix M. Contreras                 | 1939-1941 |         | 1939       |
| 2  | Carlos Encinas                     | 1941-1943 |         | 1941       |
| 3  | Alberto Veytia Ponce               | 1943-1946 |         | 1943       |
| 4  | Heriberto R. Silva                 | 1946-1949 |         | 1946       |
| 5  | Refugio del Río Romero             | 1949-1952 |         | 1949       |
| 6  | Isidro Parra Olguín                | 1952-1955 |         | 1952       |
| 7  | Eulogio Medina Hoyos               | 1955-1958 |         | 1955       |
| 8  | Mario Morúa Johnson                | 1958-1961 |         | 1958       |
| 9  | Carlos Rodríguez Araiza (interino) | 1961      |         | _          |
| 10 | Manuel Parra Peralta               | 1961-1964 |         | 1961       |
| 11 | Carlos Rodríguez Araiza            | 1964-1967 |         | 1964       |
| 12 | Rafael Leyva Castro                | 1967-1970 |         | 1967       |
| 13 | Jorge Flores Valdez                | 1970-1973 |         | 1970       |
| 14 | Rubén Payán Serrano                | 1973-1976 |         | 1973       |
| 15 | Ignacio Guzmán Gómez               | 1976-1979 |         | 1976       |
| 16 | Rodolfo Rogel Villa                | 1979-1982 |         | 1979       |
| 17 | Fausto Ochoa Medina                | 1982-1985 |         | 1982       |
| 18 | Sergio Miguel García Iñiguez       | 1985-1988 |         | 1985       |
| 19 | José Jesús Bustamante Salcido      | 1988-1991 |         | 1988       |
| 20 | Gilberto Madrid Navarro            | 1991-1994 |         | 1991       |
| 21 | Jorge Figueroa Gónzalez            | 1994-1997 |         | 1994       |
| 22 | Florencio Díaz Armenta             | 1997-2000 |         | 1997       |
| 23 | José Enrique Reina Lizárraga       | 2000-2003 |         | 2000       |
| 24 | José Inés Palafox Núñez            | 2003-2006 |         | 2003       |
| 25 | Héctor Rubén Espino Santana        | 2006-2009 |         | 2006       |
| 26 | Manuel Baldenebro Arredondo        | 2009-2012 |         | 2009       |
| 27 | Leonardo Guillen Medina            | 2012-2015 |         | 2012       |
| 28 | José Enrique Reina Lizárraga       | 2015-2018 |         | 2015       |
| 29 | Santos González Yescas             | 2018-2021 |         | 2018       |
| 29 | Santos González Yescas             | 2021-2024 |         | 2021       |
| 30 | César Iván Sandoval Gámez          | 2024-     |         | 2024       |

## Demografía
De acuerdo con el Censo de Población y Vivienda realizado en marzo de 2020 por el Instituto Nacional de Estadística y Geografía (INEGI), en la ciudad de San Luis Río Colorado había un total de 176 685 habitantes, de los cuales 88 947 eran hombres y 87 738 eran mujeres. El número total de viviendas particulares habitadas en 2020 era de 53 449.

### Población de San Luis Río Colorado 1921-2020
| Gráfica de evolución demográfica de San Luis Río Colorado entre 1921 y 2020                       |
|                                                                                                   |
| Población de los censos del Instituto Nacional de Estadística y Geografía (INEGI) de 1900 a 2020. |

## Economía

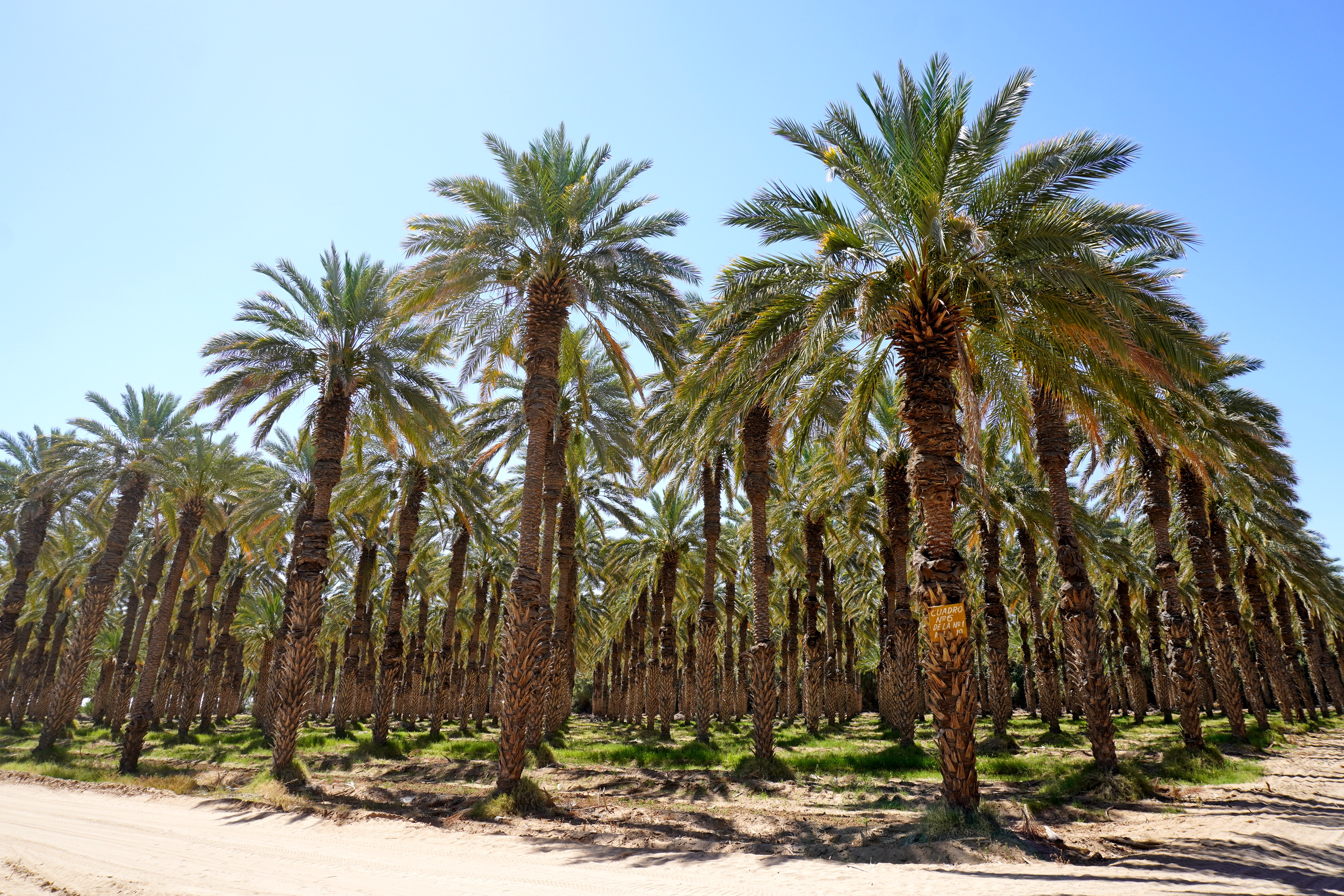
Plantación de Dátil en San Luis Río Colorado, Sonora.

Las principales actividades económicas son la industria, agricultura, ganadería, pesca y el comercio.
De acuerdo con el censo nacional elaborado por el INEGI, la población económicamente activa (PEA) en el año 2010 fue de 72 983 habitantes de los cuales 68 361 (el 93,7%) representan la PEA total con una ocupación. La PEA representa el 54,6% de la población total del municipio.
La mayor parte de la población ocupada trabaja en el sector terciario, con 61,9% del total, le sigue el sector secundario con 25,6% y el primario con el 12,5%.
San Luis Río Colorado es el principal productor de dátil en el país, alcanzando el 70% de la producción anual, con una superficie de siembra de mil 432 hectáreas en el año 2019, además de que estudios realizados por investigadores de la Universidad Estatal de Sonora, demuestran una calidad superior del fruto producido en esta región a comparación del producido en otras latitudes del mundo, por lo que al municipio ya se le reconoce como "La Capital del Dátil".

## Educación
| Distribución de la población de 15 años y más según nivel de escolaridad | Distribución de la población de 15 años y más según nivel de escolaridad | Distribución de la población de 15 años y más según nivel de escolaridad | Distribución de la población de 15 años y más según nivel de escolaridad | Distribución de la población de 15 años y más según nivel de escolaridad |
| ------------------------------------------------------------------------ | ------------------------------------------------------------------------ | ------------------------------------------------------------------------ | ------------------------------------------------------------------------ | ------------------------------------------------------------------------ |
| Nivel de escolaridad                                                     | Nivel de escolaridad                                                     |                                                                          | Porcentaje                                                               | Porcentaje                                                               |
|                                                                          |                                                                          |                                                                          |                                                                          |                                                                          |
| Sin instrucción                                                          | Sin instrucción                                                          |                                                                          | 4.8%                                                                     | 4.8%                                                                     |
| Básica                                                                   | Básica                                                                   |                                                                          | 60.1%                                                                    | 60.1%                                                                    |
| Técnica con primaria                                                     | Técnica con primaria                                                     |                                                                          | 0.5%                                                                     | 0.5%                                                                     |
| Media superior                                                           | Media superior                                                           |                                                                          | 21.1%                                                                    | 21.1%                                                                    |
| Superior                                                                 | Superior                                                                 |                                                                          | 12.6%                                                                    | 12.6%                                                                    |
| No especificado                                                          | No especificado                                                          |                                                                          | 0.9%                                                                     | 0.9%                                                                     |

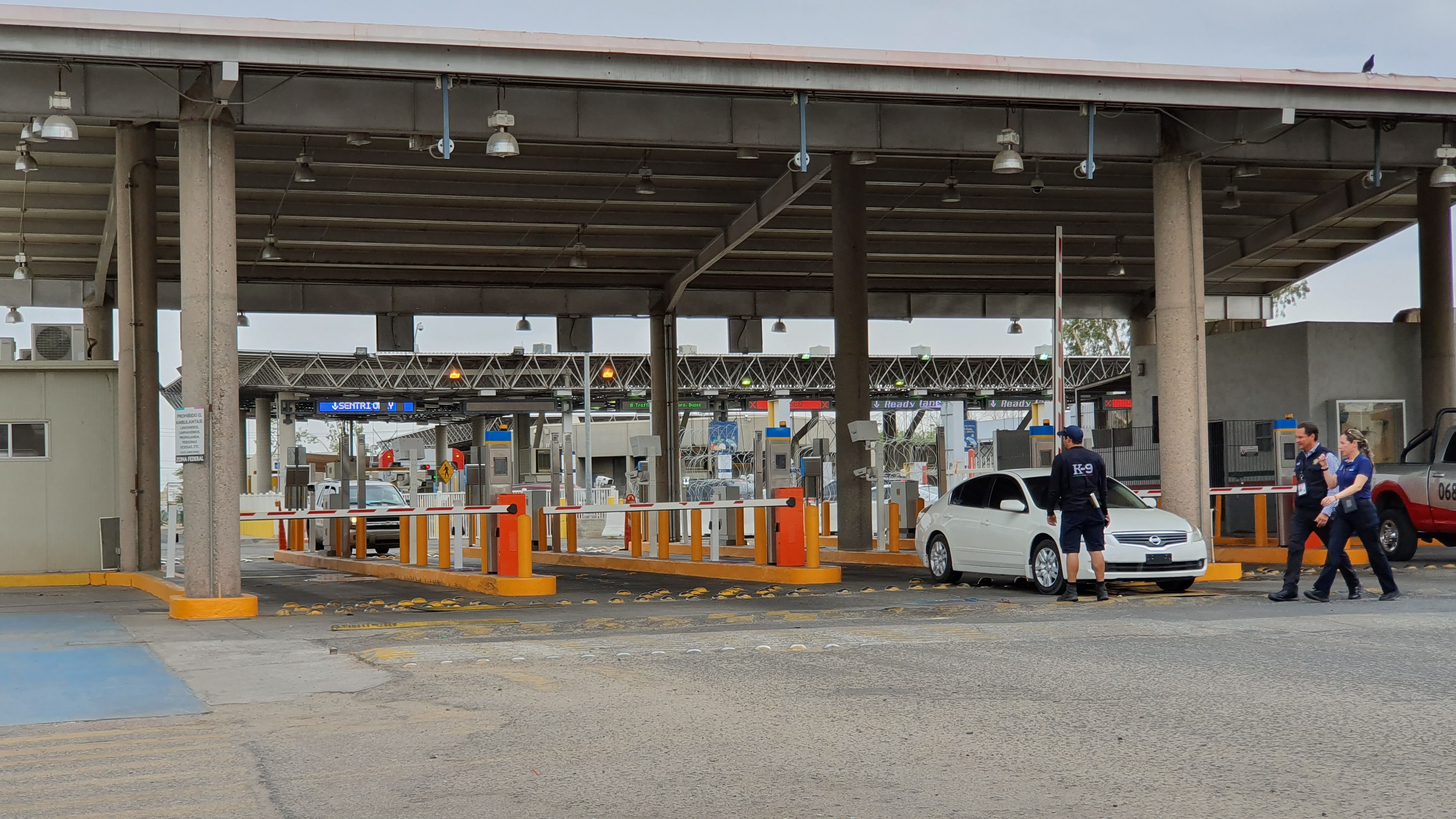
Cruce fronterizo mexicano.

Según el censo de población y vivienda 2010, en San Luis Río Colorado la tasa de alfabetización de las personas de entre 15 y 24 años es de 97,8% y la de las personas de 25 años o más es de 94,8%.
La asistencia escolar para las personas de 3 a 5 años es del 33,8%; de 6 a 11 años es del 96,2%; de 12 a 14 años es del 91,8% y de 15 a 24 años es del 39,2%.
El municipio cuenta con una infraestructura de 46 jardines de niños, 83 primarias, 20 secundarias, 5 escuelas de bachillerato, 8 de profesional medio, y 5 de nivel superior.

### Instituciones de educación superior
San Luis Río Colorado cuenta con diversas instituciones de educación superior, incluido un campus de la Universidad Estatal de Sonora. Se encuentran además el Centro Universitario de Sonora de San Luis Río Colorado, la Universidad Tecnológica de San Luis Río Colorado y la Universidad Estatal de Sonora UES.

## Información turística

Gran Desierto de Altar

### Reserva del Pinacate y Gran Desierto de Altar
También dentro del territorio de San Luis Río Colorado se encuentra la reserva de El Pinacate y Gran Desierto de Altar, que abarca una superficie de 714 556,5 ha, formada por cráteres volcánicos, zonas de dunas y conos de ceniza y derrames de lava. La región tiene una historia cultural de 20 000 años.
A la reserva de El Pinacate se llega por la carretera federal n.º 2, hasta la ciudad de Sonoyta, de ahí se va hacia el sur sobre la carretera que lleva a Puerto Peñasco, y en el kilómetro 8 está la entrada al área natural.
Este lugar se sitúa en el gran desierto sonorense cuyas dunas se extienden hasta el estado de Arizona, en Estados Unidos.

### Golfo de Santa Clara

Playas del Golfo de Santa Clara.

En la región suroeste del municipio se encuentra el mar de Cortés, que con sus templadas aguas baña el poblado Golfo de Santa Clara, un tranquilo punto de interés turístico ubicado a 108 km de la frontera, que cada año es visitado por miles de turistas estadounidenses, canadienses y, por supuesto, mexicanos.
El atractivo más característico del poblado pesquero es la armoniosa combinación que logran el desierto y el mar al fundirse en una amplia extensión de limpias y finas playas que abarcan más de 50 km. Su belleza, su ubicación a orillas del mar de Cortés y el buen clima que perdura durante la mayor parte del año, hacen de este un lugar con amplias posibilidades de desarrollo.

### Reserva del Alto Golfo de California y Ciénega de Santa Clara
Pero no todo son playas y mar en Golfo de Santa Clara, ya que el poblado se encuentra además enclavado dentro de una extensa superficie considerada como la reserva del Alto Golfo de California y Delta del río Colorado. El gobierno federal mexicano la decretó como área natural protegida el 10 de junio de 1993, e involucra a comunidades y recursos naturales ubicados en los estados de Sonora y Baja California.
Los pobladores de Ejido Luis Encinas Johnson, ubicado en la zona núcleo de la reserva, ofrecen paseos en canoas y recorridos por sitios de majestuosa belleza natural que se encuentran en la Ciénega de Santa Clara, una extensa área de humedales y tulares en donde se pueden apreciar más de 80 especies de aves migratorias y residentes.

## Infraestructura

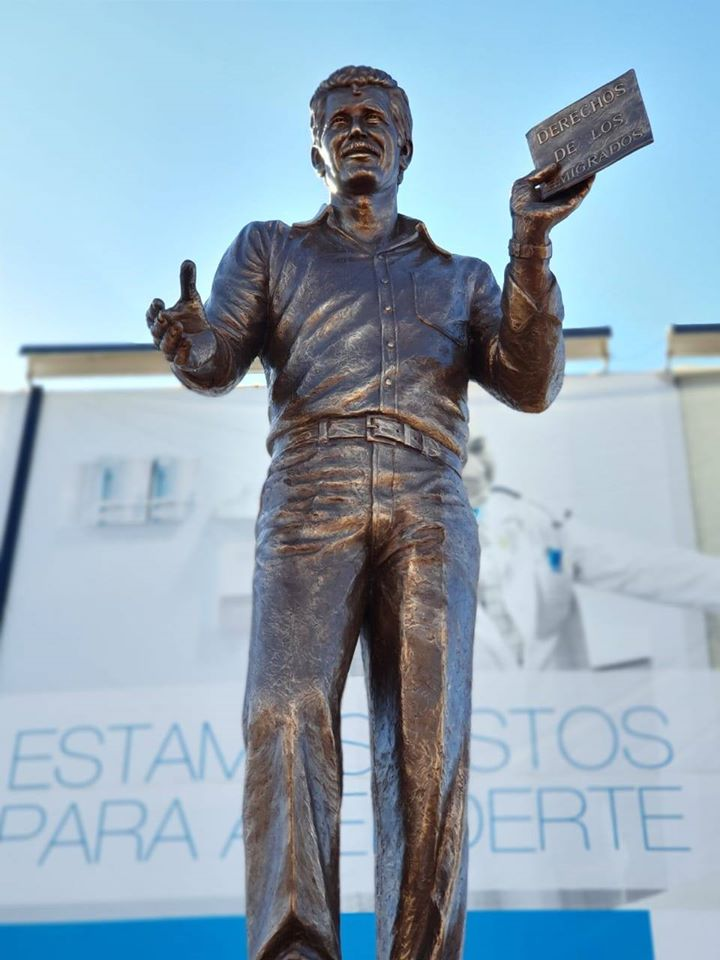
Monumento a los Emigrados en la figura de Manuel Campa García.

- Monumento a los Pioneros. Ubicación: Carranza y calle Cuarta.
- Monumento a Benito Juárez. Ubicación: Av. Juárez y calle Cuarta.
- Monumento a los 100 años de Fundación: Av. Miguel Hidalgo y calle 4.
- Monumento al Fundador Capitán Carlos G. Calles. Ubicación: Av. Juárez y calle Cuarta.[27]
- Monumento al Emigrado en figura de Manuel Campa García. Ubicación: Av. Juárez y calle Primera.[28]
- Monumento a Jesús García. Ubicación: Av. Héroes de Nacozari.
- Monumento a Las Madres. Ubicación: Av. Miguel Hidalgo y Calle 3.
- Monumento a Benjamín Flores G. Ubicación: Av. Benjamín Flores o Brecha y calle 9.
- Monumento a Eusebio Francisco Kino. Ubicación: Av. Eusebio F. Kino y Calle 3.
- Monumento a Luis Donaldo Colosio. Ubicación: Av. Álvaro Obregón y calle 7.

## Comunicaciones

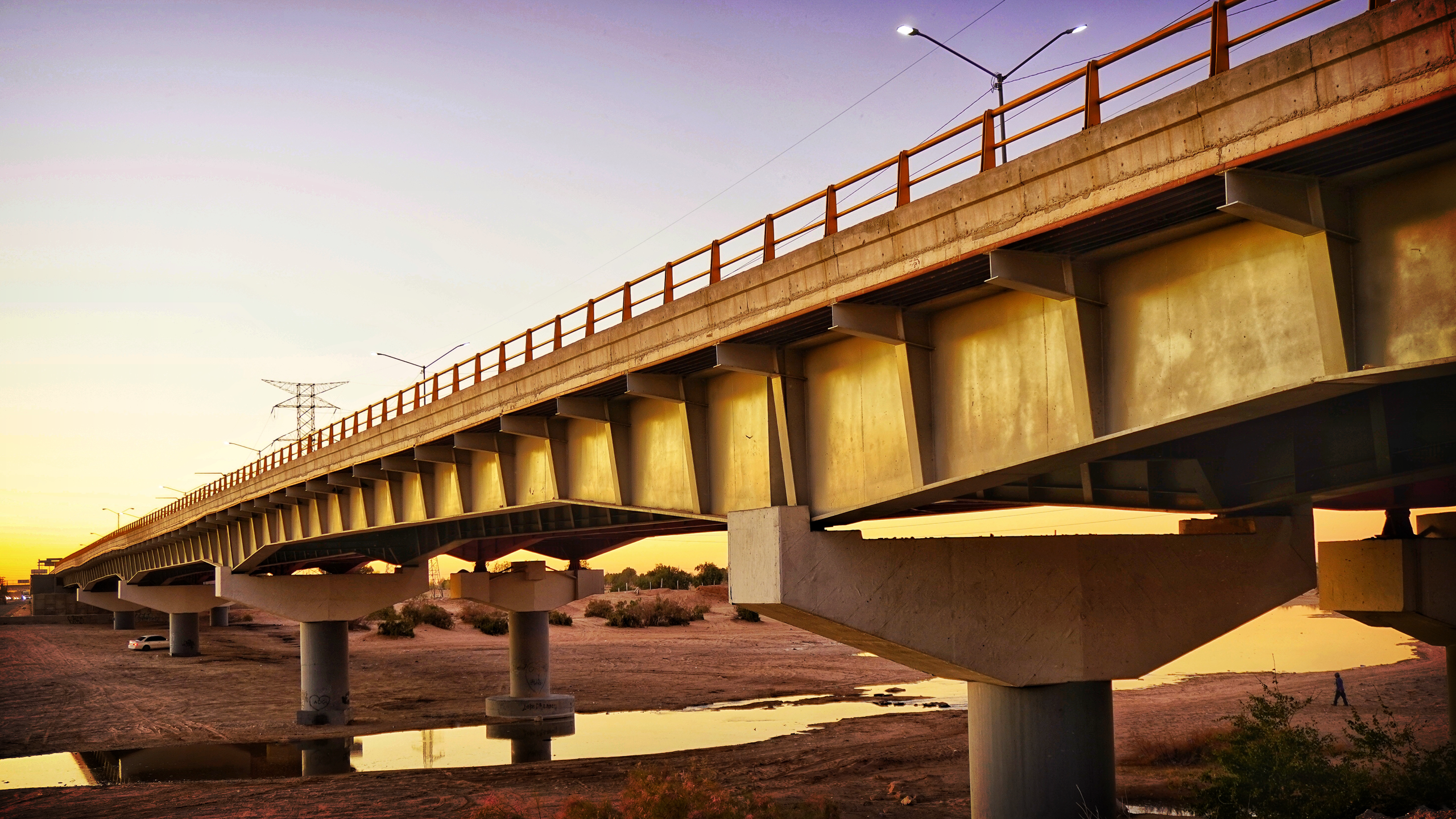
Puentes sobre el Río Colorado que conectan a Sonora con Baja California.

La ciudad se comunica con la península de Baja California y los estados de Arizona y California por medio de carreteras asfaltadas. Tanto la carretera que une a San Luis Río Colorado con los otros municipios de Sonora, así como el puente sobre el río Colorado se terminaron en 1958. El 25 de julio de 2009 se terminó la carretera Costera, que comunica a San Luis Río Colorado con Puerto Peñasco.

Mexicali en invierno, 17 de diciembre de 1958.- En el trayecto a San Luis Río Colorado surgen nuevas empresas algodoneras, depósitos aislados de maquinaria, cementerios de autos deshechos o viejos (...) De pronto aparece el Río Colorado y el paso de pontones sobre el río, que hoy se utiliza en forma provisional, en tanto se inaugura el nuevo y grandioso puente que conduce a la tierra sonorense
Mexicali escenarios y personajes, publicado por la Universidad Autónoma de Baja California, 1987. Compiladores Gabriel Trujillo Muñoz y Edgar Gómez Castellanos.color

Si bien San Luis carece de aeropuerto comercial se puede viajar desde los aeropuertos de las vecinas ciudades de Mexicali, Baja California y Yuma, Arizona. En 1948 se terminó de construir el ferrocarril Sonora - Baja California que atraviesa el municipio por varios puntos de su valle.

## Festividades

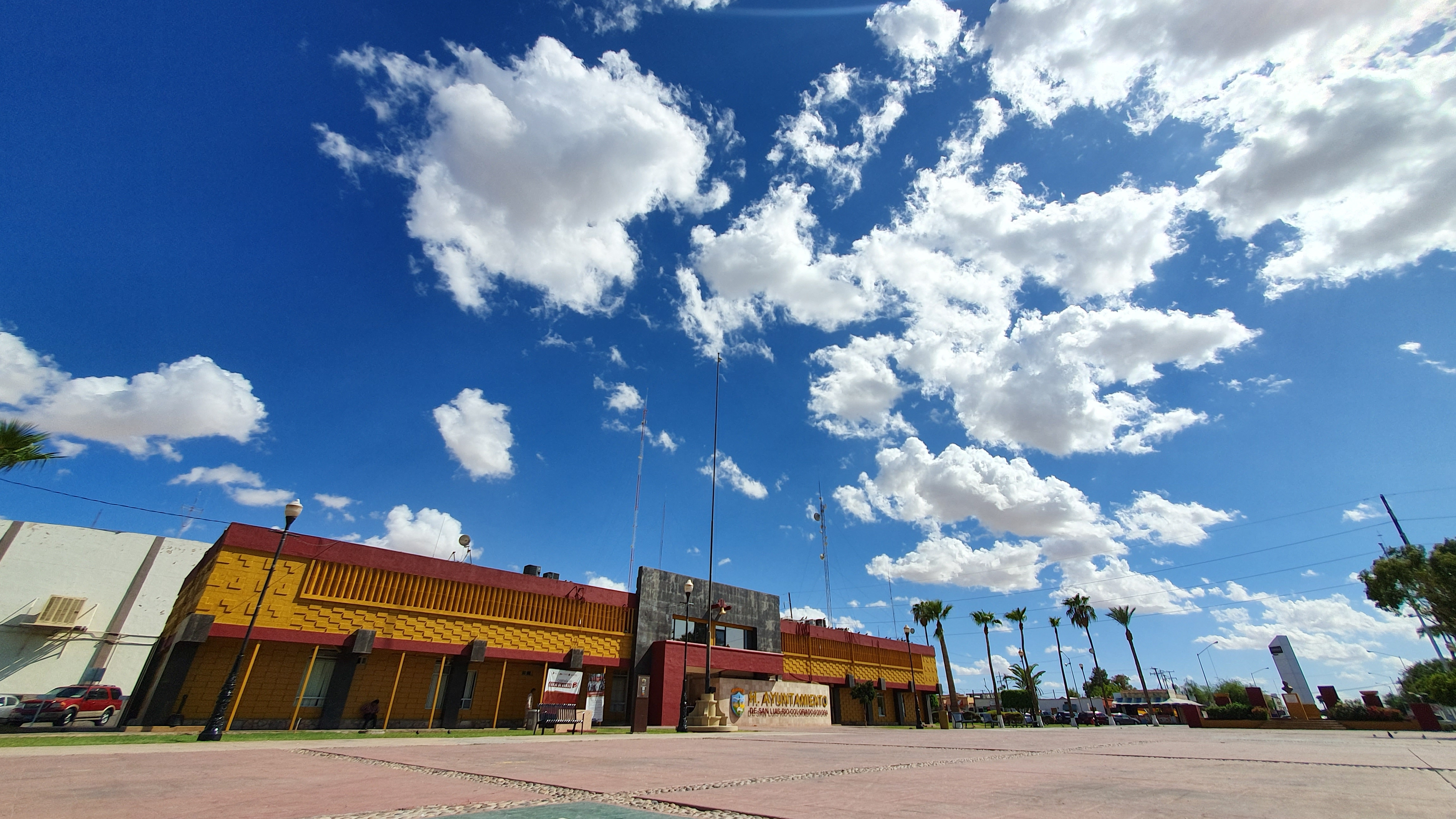
Palacio Municipal de San Luis Río Colorado.

La ciudad cuenta con una gran variedad de fiestas y exposiciones gratuitas, para atraer visitantes tanto de la región como de ambos lados de la frontera.
Iniciando el año en el mes de enero se realiza la Expo San Luis R.C., que da la bienvenida a los viajeros provenientes del norte de Estados Unidos y de Canadá.

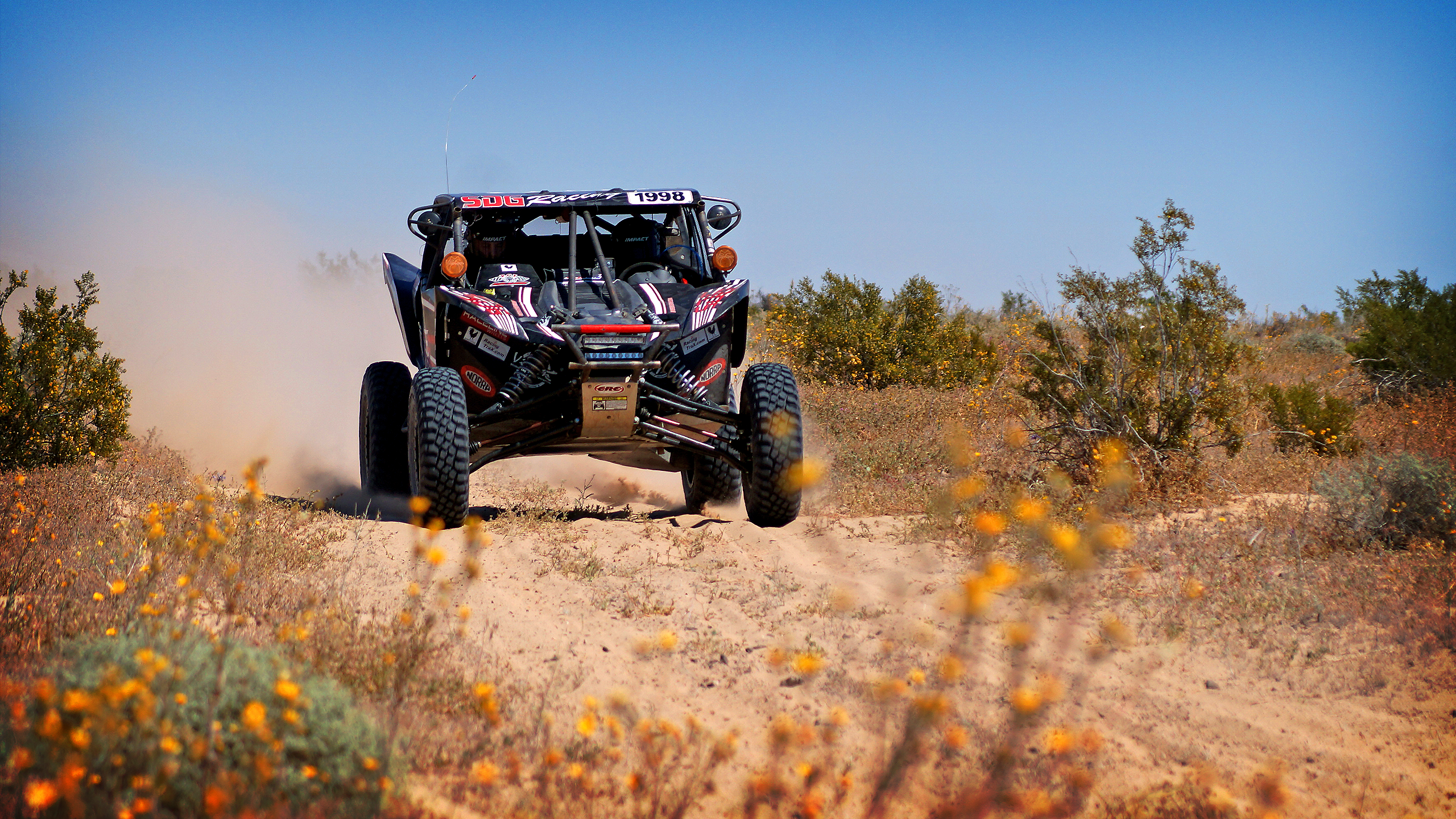
Sonora Rally en el Gran Desierto de Altar.

En marzo se lleva a cabo la carrera internacional fuera de camino; Sonora Rally, que inicia en Hermosillo y finaliza en San Luis Río Colorado atravesando el Gran desierto de altar, lo que brinda al ganador un boleto clasificatorio para el afamado Rally Dakar. En el mismo mes de marzo se lleva a cabo la Expo Taco, en la Explanada Municipal del centro histórico, donde en un ambiente de música y fiesta, los restaurantes y comerciantes locales muestran una gran variedad de tacos para el gusto de los asistentes.
A finales de marzo o comienzos de abril, se llevan a cabo los festejos de Semana Santa en el poblado del Golfo de Santa Clara, donde miles de visitantes abarrotan las playas.
En mayo la fiesta continúa con el evento Viva la Cheve, el cual ofrece una gran variedad de cervezas tanto artesanales como comerciales, con presentaciones de artistas nacionales. En el mismo mes se realiza el Festival Biker de Halcones del Desierto, que se festeja en el andador turístico de la calle Tercera, al que asisten miles de motociclistas de ambos lados de la frontera y estados cercanos. El mes finaliza con el Festival de la Curvina en el Golfo de Santa Clara.
En el mes de julio la fiesta se traslada al poblado de Ejido Nuevo Michoacán, donde se celebran las fiestas patronales de Riíto, con música en vivo, quema de cohetes, verbena popular, carrera de caballos y adoración a la figura de una virgen con más de 100 años de antigüedad, proveniente del continente europeo.
En agosto el Golfo de Santa Clara vuelve a llenarse de visitantes durante los festejos de San Luis en la playa.
También, se realizan festividades patrias en la explanada del palacio municipal durante la noche del 15 de septiembre con motivo del aniversario del Grito de Dolores, mediante la quema de un castillo que contiene fuegos artificiales.
En el mes de octubre se lleva a cabo el paseo ciclista Binacional de los Alcaldes, el cual inicia en la ciudad de Yuma, Arizona y finaliza en San Luis Río Colorado, pasando por las ciudades de Somerton, Arizona, Cocopa y San Luis, Arizona. En dicho mes en la Laguna del Sultán ubicada en el valle agrícola sanluisino, se celebra L a Cosecha Cena Tour del Dátil, ofreciendo un tour por las plantaciones de dátil, música en vivo, barra libre de cócteles y cena maridaje en un gran ambiente nocturno.
A finales de octubre se lleva a cabo la gran fiesta de la ciudad, la Feria del Algodón, con decenas de años de tradición en el Bosque de la Ciudad, donde durante dos semanas, los visitantes disfrutan de la oferta gastronómica, juegos mecánicos, concursos, presentaciones artísticas, conciertos de artistas de talla nacional e internacional.
Llega el mes de noviembre y es momento de la máxima fiesta cultural de la región, el Festival Tierra Sonora, que durante cuatro días ofrece una gran oferta cultural de presentaciones artísticas, libros, cine, pinturas, murales, área gastronómica y conciertos con artistas locales, nacionales e internacionales en tres distintos escenarios, todo esto en el andador turístico de la calle Tercera y Explanada Municipal.
En el mes de noviembre, además de celebrarse el clásico desfile de la revolución mexicana, también pueden asistir a la Expo Dátil que se lleva a cabo en la Explanada Municipal, con el fin de dar muestra de todos los tipos de productos derivados del dátil, que producen los productores locales en el valle y desierto de la ciudad.
Iniciando diciembre se realiza el Festival del Maíz en la explanada municipal, que consiste una gran muestra gastronómica de los alimentos que se producen con el apreciado maíz. En el segundo sábado del mes de diciembre, se celebra el día del emigrado con la Fiesta al Emigrado también en la explanada municipal, con música en vivo y opción gastronómica, con el fin de celebrar a los trabajadores mexicanos de los campos agrícolas de Estados Unidos.
El 12 de diciembre se festeja a la Virgen de Guadalupe en la distintas iglesias católicas de la ciudad con juegos, comida, artistas y una misa.

## Personajes destacados nacidos en San Luis Río Colorado
- Alfredo Aceves: beisbolista profesional, exjugador de grandes ligas con Yankees de Nueva York y los Boston Red Sox.
- Humberto Cota: beisbolista profesional, exjugador de grandes ligas con Piratas de Pittsburgh.
- Jesús Sánchez García: futbolista profesional. Juega como lateral en el equipo Club Deportivo Guadalajara.
- Carlos Palomino: ex boxeador profesional y miembro de Salón Internacional de la Fama del Boxeo.
- Ale Zéguer: cantautora profesional. Ha compuesto canciones a artistas como Pandora, Yuridia, entre otros.
- Lefty SM: rapero mexicano.

## Lugares de interés

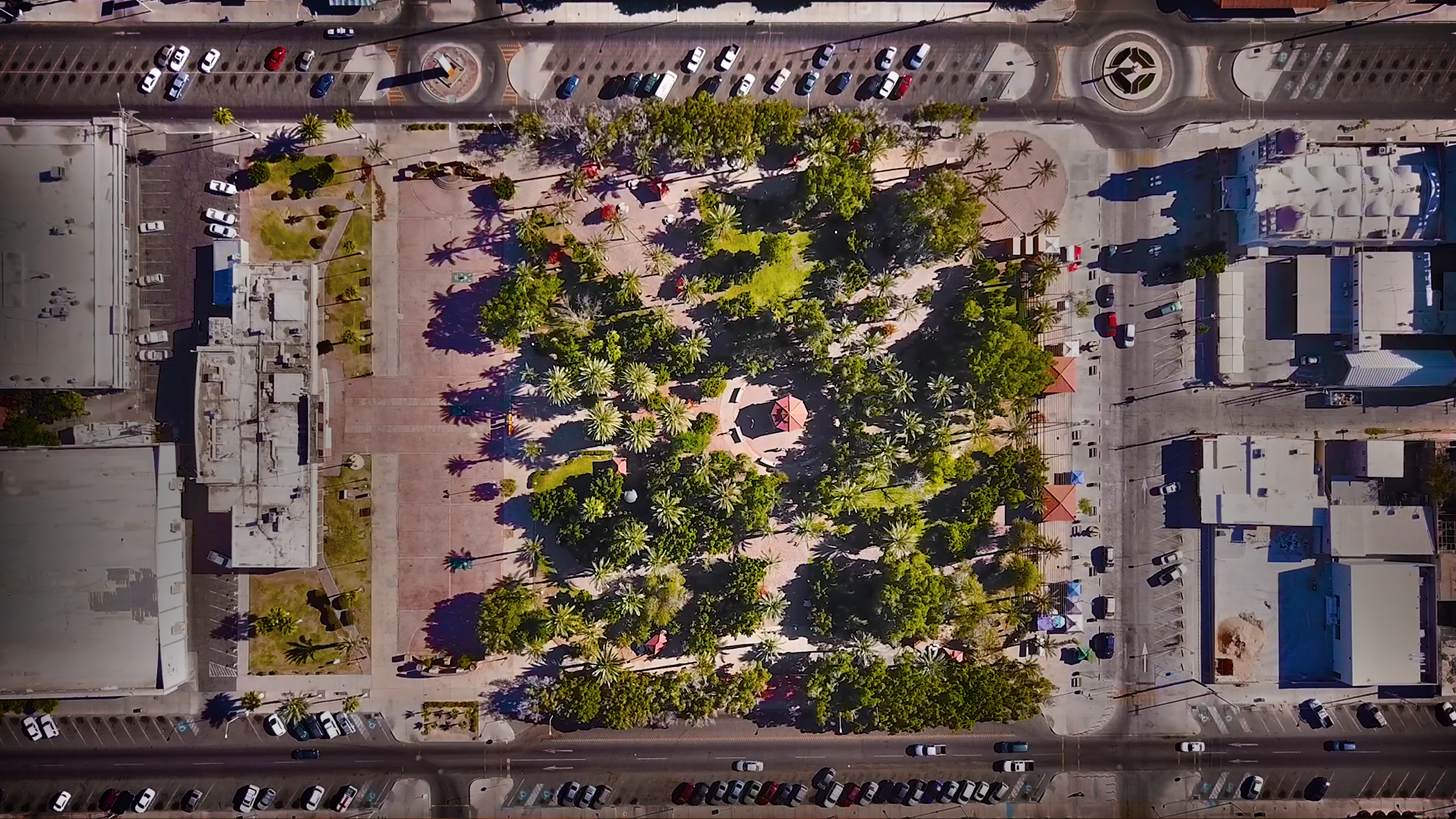
Vista aérea del parque Benito Juárez donde también se aprecian otros sitios de interés del centro histórico

### Dentro de la ciudad
- Letras de la Ciudad en Explanada Municipal (Av. Juárez y calle 4.ª)
- Bosque de la Ciudad (Av. Nuevo León y calle 7)
- Nuevo Estadio de Béisbol (Av. Nuevo León y calle 7)
- Parque Benito Juárez (Av. Juárez y calle 3.ª.)
- Explanada Municipal (Av. Juárez y calle 4.ª)
- Palacio Municipal (Av. Juárez y calle 4.ª)
- Parroquia de la Inmaculada Concepción (A. Hidalgo y calle 3.ª.)
- Andador Turístico de la calle Tercera (calle 3.ª. de Av. Madero a Av. Hidalgo)
- Parque La Tortuga (Av. Lázaro Cárdenas y calle 31)
- Bosque de la Ciudad n.º 2 (Av. Revolución y calle 45)
- Centro recreativo Las Palapas (Av. Nuevo León y calle 47)
- Parque Solidaridad (Av. Nuevo León y calzada Monterrey)
- Centro cultural Dr. Héctor Chávez Fontes (Av. Madero y calle 29) Tel. (653) 5343109
- Teatro Río Colorado, Av. Madero y calle 30.
- Museo Regional De San Luis Río Colorado, (Av. Nuevo León y calle 8) Tel. (653) 5343985
- Biblioteca Municipal Profr. Adalberto Sotelo (Cjón. Hidalgo y 10) Tel. (653) 5183610
- Biblioteca Municipal Sor Juana Inés de la Cruz (Av. Madero y 30) Tel.(653) 5362849
- Biblioteca Municipal Abigael Bohórquez. (Av. Los Sauces calle Laguna y Manantial ChulaVista #1) Tel.(653) 5183893

En el poblado Ing. Luis B. Sánchez:
- Casa de la Cultura del Valle, (Av. Sonora y calle Aldama) Tel. (653) 5155459
- Biblioteca Pública Lic. Adolfo López Mateos (Av. Sonora y calle Aldama) Tel. (653) 5155459

Ejido Nuevo Michoacán
- Biblioteca Pública Ejido Nuevo Michoacán (Av. Juan Lara y 5.ª.)Tel.(653) 5155935
- Letras de Estación Riíto (calle Dr. Marco Antonio Félix Valenzuela)

Poblado del Golfo de Santa Clara:
- Mirador del Golfo (calle Abelardo L. Rodríguez)
- Faro del Machorro (Final del bulevar Luis Encinas Johnson)
- Centro cultural del Golfo y Biblioteca Pública Benito Juárez (Av. Plutarco Elías Calles entre calle 1.ª. y 2.ª.) Tel.(653) 5157379

## Deportes

Nuevo estadio de béisbol.

La ciudad cuenta con 3 estadios, el estadio de fútbol "México 70" con capacidad para más de 1,200 aficionados, dos de béisbol, el estadio "Andrés Mena Montijo" inaugurado en 1968 con capacidad para 1,500 aficionados y un nuevo estadio inaugurado parcialmente en 2018 con capacidad para 4,000 aficionados, mismo que inició su ampliación a 7,000 asientos en 2019 y concluyó a inicios de 2020 como parte de las obras de Mejoramiento Urbano del Gobierno de México. También cuenta con un Gimnasio Municipal para básquetbol y voleibol con capacidad para poco más de 1,000 personas. Además la ciudad cuenta con 4 unidades deportivas, El Bosque de la Ciudad, El Bosque de la Ciudad 2, Unidad Deportiva Lázaro Cárdenas y México 70, así como múltiples campos deportivos en su mayoría de béisbol y fútbol, gran parte de ellos cuentan con pasto sintético.
La ciudad cuenta con un equipo deportivo profesional de béisbol y uno semi profesional de básquetbol:
- Algodoneros de San Luis. Equipo de béisbol de la Liga Norte de México.[38]
- Colorados de San Luis. Equipo de básquetbol de la Cibapac.

## Ciudades hermanas
La ciudad de San Luis Río Colorado está hermanada con las siguientes ciudades alrededor del mundo:
- Pingdingshan, China[40]
- Mexicali, México[39]
- Ensenada, México[39]
- Tijuana, México[39]
- Yuma, Estados Unidos[39]
- San Luis, Estados Unidos[39]
- Calexico, Estados Unidos[39]
- El Centro, Estados Unidos[39]
- Sonoyta, México[39]

## Medios de comunicación
San Luis Río Colorado cuenta con diversos medios de comunicación, a continuación los canales de TV y radio abierta disponibles:

### Lista de canales de TV en San Luis Río Colorado, Mexicali, y El Centro CA / Yuma Az
Televisión Digital HD en México y Estados Unidos
- 1.1 XHAQ-TDT Azteca Uno (Mexicali, B.C. Mex)
- 1.2 XHAQ-TDT ADN 40 (Mexicali, B.C. Mex)
- 2.1 XHLRT-TDT Las Estrellas (San Luis Río Colorado - Sonora. Mex)
- 2.1 XHBM-TDT Las Estrellas (Mexicali, B.C. Mex)
- 2.2 XHBM-TDT Foro TV (Mexicali, B.C. Mex)
- 3.1 XHCTME-TDT Imagen Televisión (Mexicali, B.C. Mex)
- 3.4 XHCTME-TDT Excélsior TV (Mexicali, B.C. Mex)
- 4.1 XHBC-TDT 4 XHBC (Mexicali, B.C. Mex)
- 5.1 XHMEX-TDT Canal 5* (Mexicali, B.C. Mex)
- 5.1 XHLRT-TDT Canal 5* (San Luis Río Colorado - Sonora. Mex)
- 7.1 KVYE-DT Univisión 7 (El Centro - Yuma)
- 7.2 KVYE-DT Azteca América (El Centro - Yuma)
- 7.3 KVYE-DT Comet (El Centro - Yuma)
- 7.4 KVYE-DT Charge! (El Centro - Yuma)
- 7.5 KVYE-DT Court TV (El Centro - Yuma)
- 8.1 K19CX-DT PBS - (Yuma, AZ)
- 8.2 K19CX-DT PBS Encore - (Yuma, AZ)
- 8.3 K19CX-DT World Channel - (Yuma, AZ)
- 8.4 K19CX-DT PBS Kids - (Yuma, AZ)
- 8.5 K19CX-DT KBAQ-FM (89.5) simulcast (únicamente audio) - (Yuma, AZ)
- 9.1 KECY-DT Fox 9 (El Centro - Yuma)
- 9.2 KECY-DT ABC 5 (El Centro - Yuma)
- 9.3 KECY-DT THE CW 6 (El Centro - Yuma)
- 9.4 KESE-DT Telemundo 3 (El Centro - Yuma)
- 10.1 XHMEE-TDT NU9VE (Mexicali, B.C. Mex)
- 11.1 KYMA-DT NBC 11 (El Centro - Yuma)
- 13.1 KYMA-DT CBS 13 (El Centro - Yuma)
- 13.3 KYMA-DT Estrella TV (El Centro - Yuma)
- 13.4 KYMA-DT ION Televisión (El Centro - Yuma)
- 15.1 XHRCS-TDT TELEMAX (San Luis Río Colorado - Sonora)
- 20.1 XHEXT-TDT Azteca 7 (Mexicali, B.C. Mex)
- 20.2 XHEXT-TDT A+ (Mexicali, B.C. Mex)
- 24.1 K24NI-DT Good News TV (Yuma AZ)
- 24.2 K24NI-DT GNTV Latino (Yuma AZ)
- 24.3 K24NI-DT GNTV Kids (Yuma AZ)
- 24.4 K24NI-DT Amazing Facts TV (Yuma AZ)
- 35.1 KESE-DT Telemundo 3 Repetidora 9.4 (El Centro - Yuma)
- 54.1 KAJB-DT Unimas 54 (El Centro - Yuma)
- 54.2 KAJB-DT LATV (El Centro - Yuma)
- 54.3 KAJB-DT TBD (El Centro - Yuma)
- 54.4 KAJB-DT Stadium (El Centro - Yuma)
- 54.5 KAJB-DT Bounce TV (El Centro - Yuma)
- 66.1 XHILA-TDT Canal 66 "El Canal de las Noticias" (Mexicali, B.C. Mex)
- 66.2 XHILA-TDT Canal 66 "El Canal de las Noticias" (Mexicali, B.C. Mex)
- 66.3 XHILA-TDT El Heraldo (Mexicali, B.C. Mex)
- 66.4 XHILA-TDT Once Niñas y Niños (Mexicali, B.C. Mex)

### Estaciones de radio (AM,FM)
- 88.5 XHCRS Radio Sonora
- 89.5 XHRCL Variedades FM
- 91.1 XHEMW Río Digital
- 93.9 XHLBL Radio Centro
- 98.3 XHMIX Power 98
- 102.5 XHLPS Fuerza Latina
- 107.1 XHDY Radio Ranchito
- 107.9 XHSLR La Constenda
- 1520 XEEH La Primera